# Kajaani
Kajaani (švédsky Kajana) je město na severu Finska v provincii Kainuu, jejíž je správním střediskem. Leží na břehu jezera Oulujärvi. Kajaani leží v subarktickém podnebném pásmu, zimní teploty tu klesají až k -30 °C.
Město vzniklo v polovině 17. století. Stalo se významným producentem dehtu vyráběného z borovicového dřeva, který byl dopravován po řece Oulujoki na pobřeží Botnického zálivu do města Oulu a následně do celé Evropy. Dehet se využíval při stavbě lodí. Těžba dřeva a na ní navázaný dřevozpracující průmysl dodnes hrají významnou roli v ekonomice města i celého regionu.
V Kajaani určitou dobu pobývali např. významní finští spisovatelé Eino Leino a Elias Lönnrot či finský prezident Urho Kekkonen.